# Transformatorhuisje (Halfweg)
Het transformatorstation aan de Schoolstraat 18 in Halfweg is gebouwd omstreeks 1915 in opdracht van de Kennemer Electriciteit-Maatschappij (KEM).
De architect Han van Loghem ontwierp wel meer voor die maatschappij, maar ontwierp in ieder geval voor Halfweg een uniek exemplaar. Ook in de omgeving is er geen bouwwerk te vinden met dit uiterlijk. Hij ontwierp het gebouw in zijn eigen variant van de bouwstijl Nieuwe Bouwen. Het werd opgetrokken op een rechthoekige plattegrond. Vanaf de grond begint het met een plint van geelachtige baksteen afgesloten door een rolband. Daarboven zijn muren ruw bepleisterd. Het geheel valt op door een risalerende toren in het midden van de voorgevel. Die toren is afgedekt met een tentdak waaronder nog een ring van glazen bouwstenen is te vinden, die ook gebruikt is in het linkerdeel deel van het gebouw met juist een plat dak. Op de toren is een eenvoudig tegeltableau te vinden met in zwart KEM tegenover een gele achtergrond en met zwarte omlijsting. De toren heeft aan de zuidzijde een rode verticale streep over een deel van de toren. De toren diende in ieder geval tot ventilatie. Op ooghoogte zijn voorts twee afbeeldingen terug te vinden, een hond en een haan, die wel vaker voorkomen in het werk van Van Loghem.
In 1984 is het gebouw gerestaureerd; het dient overigens ook in 2022 nog tot elektriciteitsverdeling; er zit een embleem van Liander op de zware metalen toegangsdeur; overigens is in de toren aan de zijkant ook nog een deur geplaatst.   
Het gebouw kreeg op 4 maart 2003 de status van rijksmonument. De plaats van dit trafohuis zorgde ervoor dat de architect van het belendende badhuis zijn schepping moest inpassen, het werd desalniettemin een gemeentelijk monument.   

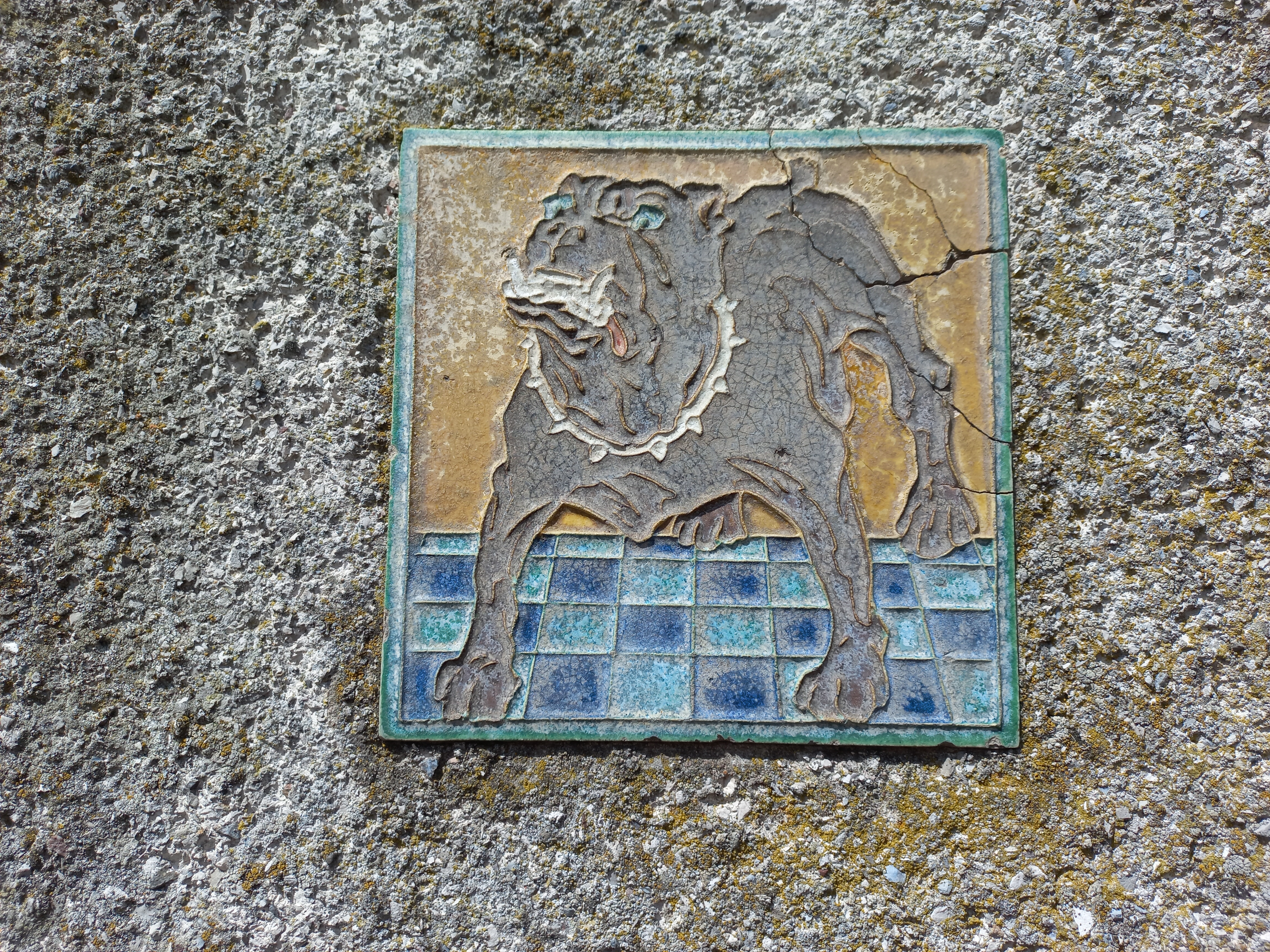
Waakhond (juni 2022)